# Condado de Dale
El condado de Dale es un condado de Alabama, Estados Unidos. Llamado así en honor del General Samuel Dale. Tiene una superficie de 1457 km² y una población de 49 129 habitantes (según el censo de 2000). La sede de condado es Ozark.

## Historia
El Condado de Dale se fundó el 22 de diciembre de 1824.

## Geografía
Según la Oficina del Censo de los Estados Unidos el condado tiene un área total de 1457 km², de los cuales 1453 km² son de tierra y 4 km² de agua (0,27%).

### Principales autopistas
- U.S. Highway 84
- U.S. Highway 231
- State Route 27
- State Route 51
- State Route 85
- State Route 92
- State Route 123
- State Route 134

### Condados adyacentes
- Condado de Barbour (norte)
- Condado de Henry (este)
- Condado de Houston (sureste)
- Condado de Geneva (suroeste)
- Condado de Coffee (oeste)
- Condado de Pike (noroeste)

### Ciudades y pueblos
- Ariton
- Clayhatchee
- Daleville
- Dothan (parcialmente - Parte de Dothan se encuentran en el Condado de Henry y en el Condado de Houston)
- Enterprise (parcialmente - Parte de Enterprise se encuentra en el Condado de Coffee)
- Fort Rucker (base militar)
- Grimes
- Level Plains
- Midland City
- Napier Field
- Newton
- Ozark
- Pinckard

## Demografía
| Población histórica Año Población ±% 1900 21 189 — 1910 21 608 +2.0 % 1920 22 711 +5.1 % 1930 23 175 +2.0 % 1940 22 685 −2.1 % 1950 20 828 −8.2 % 1960 31 066 +49.2 % 1970 52 938 +70.4 % 1980 47 821 −9.7 % 1990 49 633 +3.8 % 2000 49 129 −1.0 % |           |         |
| Población histórica |           |         |
| Año | Población | ±%      |
| 1900 | 21 189    | —       |
| 1910 | 21 608    | +2.0 %  |
| 1920 | 22 711    | +5.1 %  |
| 1930 | 23 175    | +2.0 %  |
| 1940 | 22 685    | −2.1 %  |
| 1950 | 20 828    | −8.2 %  |
| 1960 | 31 066    | +49.2 % |
| 1970 | 52 938    | +70.4 % |
| 1980 | 47 821    | −9.7 %  |
| 1990 | 49 633    | +3.8 %  |
| 2000 | 49 129    | −1.0 %  |